# Clathria arcuophora
Clathria arcuophora är en svampdjursart som beskrevs av Thomas Whitelegge 1907. Clathria arcuophora ingår i släktet Clathria och familjen Microcionidae. Inga underarter finns listade i Catalogue of Life.